# 中國國民黨中央委員會大陸事務部
中國國民黨中央委員會大陸事務部（簡稱國民黨大陸事務部、國民黨大陸部），為中國國民黨中央委員會的直屬單位，負責國民黨的大陸工作業務。現任主任為林祖嘉。

## 沿革
中國國民黨中央大陸事務部原為「中國國民黨中央改造委員會第六組」，七全大會後改設「中國國民黨中央委員會第二組」（簡稱中二組）與「中國國民黨中央委員會第六組」（簡稱中六組），是中國國民黨在第二次國共內戰失利後職司統籌敵後派遣及情報蒐集的單位。中二組歷任主任為鄭介民、葉翔之、張炎元、葉翔之，中六組歷任主任為張炎元、陳建中、徐晴嵐。
1972年，中二組與中六組合併，改組為「中國國民黨中央委員會大陸工作會」（簡稱陸工會），職司指導、主辦、襄助大陸地區各種各級黨部之組織、訓練、宣傳、民運及匪情研究與心戰、政戰工作。下設秘書室、八個工作室、電訊總台。
1997年，中央大陸工作會因國內外情勢轉變，改制為「大陸研究工作會」，屬於政策協調部門，職司掌理大陸政策之研訂與大陸情勢之研析等事宜。
2000年第一次政黨輪替後，黨中央再次改造，「大陸研究工作會」縮編為中央政策委員會轄下二級單位「中國國民黨中央委員會政策委員會大陸事務部」，後再改為直屬中央之「中國國民黨中央委員會大陸事務部」。

## 職掌
根據《中國國民黨中央委員會組織規程》，大陸事務部掌理本黨大陸事務之研究與推動等相關業務。

## 歷任主任
| 郑介民                             | 1952年10月30日-1959年12月11日 |
| 叶翔之                             | 1960年1月13日-1960年8月10日   |
| 张炎元                             | 1960年8月10日-1961年6月17日   |
| 叶翔之                             | 1961年6月17日-1972年5月15日   |
| 中國國民黨中央委員會第六组主任     |                               |
| 张炎元                             | 1952年10月30日-1956年12月31日 |
| 陈建中                             | 1956年12月31日-1968年8月19日  |
| 徐晴岚                             | 1968年8月19日-1972年5月15日   |
| 中國國民黨中央委員會大陆工作會主任 |                               |
| 徐晴岚                             | 1972年5月15日-1976年11月24日  |
| 毛敬希                             | 1976年11月24日-1979年2月7日   |
| 白万祥                             | 1979年2月7日-1986年6月4日     |
| 萧昌乐                             | 1986年6月4日-1989年12月27日   |
| 郑心雄                             | 1989年12月27日-1991年12月9日  |
| 萧行易                             | 1991年12月9日-1993年4月21日   |
| 黄耀羽                             | 1993年4月21日-1998年2月4日    |
| 张荣恭                             | 1998年2月4日-2000年           |
| 中國國民黨中央委員會大陆事务部主任 |                               |
| 张荣恭                             | 2000年-2011年1月31日          |
| 高辉                               | 2011年1月31日-2014年2月12日   |
| 桂宏诚                             | 2014年6月-2015年1月           |
| 高孔廉                             | 2015年2月11日-2016年5月18日   |
| 黄清贤                             | 2016年5月18日-2017年9月27日   |
| 周繼祥                             | 2017年9月27日-2020年1月       |
| 左正東                             | 2020年3月24日-2021年10月      |
| 林祖嘉                             | 2021年10月-                   |